# Karl von Steininger (1804–1867)
Karl svobodný pán von Steininger (německy Carl Freiherr von Steininger) (28. prosince 1804 Vídeň – 26. ledna 1867 Vídeň) byl rakouský generál. V armádě sloužil od sedmnácti let, postupoval v hodnostech jako důstojník pěchoty a během revoluce 1848–1849 se vyznamenal v Itálii. Poté byl velitelem vyšších vojenských jednotek v Praze a Pešti, uplatnil se také jako diplomat, byl velitelem spolkové pevnosti v Mohuči a v roce 1859 byl povýšen na barona. V letech 1859–1865 byl vrchním velitelem c. k. četnictva a v závěru kariéry zastával post vrchního velitele v Banátu (1865–1866). Ze zdravotních důvodů byl v roce 1866 penzionován v hodnosti polního zbrojmistra a zemřel krátce poté.

## Životopis
Pocházel ze staré úřednické rodiny z Mohuče, předkové se od 18. století uplatňovali v císařských vojenských službách. Byl synem generála Karla Steiningera (1772–1841), účastníka napoleonských válek. Do armády vstoupil v roce 1821 jako praporčík k 9. pěšímu pluku, o tři roky později byl přeložen jako poručík k pěšímu pluku č. 17. U dalších jednotek pěchoty postupoval v hodnostech (rytmistr 1831, kapitán 1833, major 1841), od roku 1844 byl jako podplukovník zástupcem velitele 17. hraničářského pluku v Năsăudu (Naszód). V roce 1848 byl povýšen na plukovníka a stal se velitelem 3. hraničářského pluku. Během revolučních let 1848–1849 se zúčastnil bojů v Itálii pod velením knížete Karla Schwarzenberga a vyznamenal se při dobývání San Siro a Sforzesca v Lombardii.
V roce 1849 dosáhl hodnosti generálmajora a po potlačení revoluce byl velitelem brigády postupně u 1. armádního sboru v Praze a 11. armádního sboru v Pešti. V roce 1853 byl přidělen k diplomatické misi generála Gyulaie do Petrohradu. V roce 1856 byl povýšen do hodnosti polního podmaršála a v letech 1856–1857 byl velitelem spolkové pevnosti v Mohuči. V roce 1857 vykonal další diplomatickou cestu do Berlína a po návratu byl šéfem prezidiální kanceláře u vrchního velení armády (1858–1859). V letech 1859–1865 zastával funkci generálního inspektora četnictva a v závěru kariéry byl nakonec zemským velitelem pro oblast Banátu a srbské Vojvodiny se sídlem v Temešváru (1865–1866). K datu 12. listopadu 1866 byl penzionován s hodností titulárního polního zbrojmistra.
Pokračovatelem rodinné vojenské tradice byl syn Karl von Steininger (1847–1929), který byl rakousko-uherským generálem a uplatnil se jako dlouholetý diplomat v Německu.

## Tituly a ocenění
Za zásluhy na bojišti byl oceněn rytířským křížem Leopoldova řádu s válečnou dekorací (1849), dále získal Vojenský záslužný kříž (1850) a později byl vyznamenán komandérským křížem Leopoldova řádu. V roce 1851 byl povýšen do šlechtického stavu s titulem rytíř a v roce 1859 získal stav svobodných pánů. V roce 1859 obdržel titul c. k. tajného rady s nárokem na oslovení Excelence a od roku 1860 byl čestným majitelem pěšího pluku č. 68. Vzhledem ke svým diplomatickým aktivitám získal také ocenění od zahraničních panovníků, byl nositelem ruského Řádu sv. Stanislava I. třídy, pruského Řádu červené orlice II. třídy, velkokříže hesenského Řádu Filipa Velkomyslného a hesenského Řádu Ludvíkova